# Международный трофей Формулы-3
Международный трофей Формулы-3 — это, ныне не существующее, соревнование для машин класса Формула-3, проводимое на различных трассах мира в 2011 году. В сезоне-2012 соревнование заменил Чемпионат Европы Формулы-3.

## Общая информация
Трофей предполагался как единый международный чемпионат на технике класса Формула-3. В первый сезон FIA включила в календарь первенства престижный F3 Masters и Гран-при Макао, возрождённые Гран-при По и Суперприз Кореи, а также по одному этапу первенства Великобритании и Евросерии. Задумка не удалась: в борьбу за трофей вступили лишь четыре команды, заявившие в первенство общими усилиями лишь девять пилотов; остальные же предпочли заявляться лишь на конкретные старты. В конце года ко всем проблемам добавилась ещё и отмена корейского этапа, в результате чего сезон сократился до восьми гонок.
Учтя неудачный опыт, федерация в 2012-м году отменила трофей и, объединив усилия с организаторами евросерии, возродила объединённый чемпионат Европы, календарь которого составили этапы евросерии, а также Гран-при По и совместный с британской Ф3 этап на трассе Спа-Франкоршам.

### Очковая система
В серии использовалась стандартная для чемпионатов FIA того времени система поощрения. Очки присуждались десятке лучших пилотов в каждой гонке в рамках трофея.
- Детальная схема присуждения очков такова:

|       | 1  | 2  | 3  | 4  | 5  | 6 | 7 | 8 | 9 | 10 |
| ----- | -- | -- | -- | -- | -- | - | - | - | - | -- |
| Гонка | 25 | 18 | 15 | 12 | 10 | 8 | 6 | 4 | 2 | 1  |

Финишная позиция в квалификационной и основной гонках в Макао ценилась одинаково.

## Чемпионы серии
| Сезон | Пилот        | Команда         |
| ----- | ------------ | --------------- |
| 2011  | Роберто Мери | Prema Powerteam |